# Number Ones (vídeo)
Number Ones é um lançamento em DVD para acompanhar o álbum de Michael Jackson, Number Ones. Foi lançado em 2003 e desde então vendeu mais de um milhão de cópias e ganhou 4 certificações de platina.

## Faixas
1. "Don't Stop 'Til You Get Enough"
2. "Rock With You"
3. "Billie Jean"
4. "Beat It"
5. "Thriller"
6. "Bad" (versão curta)
7. "The Way You Make Me Feel" (versão curta)
8. "Man in the Mirror"
9. "Smooth Criminal"
10. "Dirty Diana"
11. "Black or White" (versão censurada)
12. "You Are Not Alone"
13. "Earth Song"
14. "Blood on the Dance Floor"
15. "You Rock My World" (versão curta)